# RW Cephei
Désignations
RW Cephei (RW Cep) est une étoile hypergéante orange de classe K dans la constellation Céphée. Elle se trouve à environ 11 500 années-lumière de la Terre. C'est l'une des plus grandes géantes connues, avec un diamètre de 1 535 rayons solaires.
RW Cephei est une étoile variable semi-régulière. Elle a une température de surface de 4 015 K.